# Friedrich Sigismund von Preußen
Joachim Viktor Wilhelm Leopold Friedrich Sigismund Prinz von Preußen (* 17. Dezember 1891 im Jagdschloss Glienicke, Berlin; † 6. Juli 1927 in Luzern) war ein deutscher Dressur- und Geländereiter.

## Familie
Er war der Sohn von Prinz Friedrich Leopold von Preußen (1865–1931) und Prinzessin Louise Sophie von Schleswig-Holstein-Sonderburg-Augustenburg (1866–1952). Prinz Friedrich Sigismund wurde am 17. Dezember 1891 im Jagdschloss Glienicke geboren. Er hatte drei Geschwister, eine Schwester und zwei Brüder: Viktoria Margarete von Preußen (1890–1923), Friedrich Karl von Preußen (1893–1917) und Friedrich Leopold von Preußen (1895–1959).

## Leben

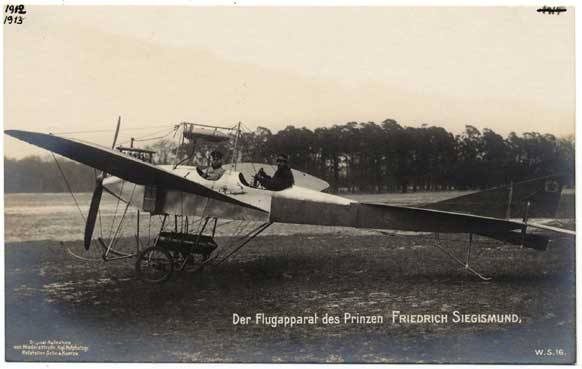
Prinz Friedrich Sigismund in seinem Flugzeug (1914)

Wie alle geborenen Prinzen des königlichen Hauses erhielt Friedrich Sigismund mit 10 Jahren den Rang eines Leutnants im 1. Garde-Regiment zu Fuß, ohne jedoch zunächst aktiven Dienst bei der Truppe zu versehen. Zuletzt stand er à la suite dieses Regiments. Aktiven Dienst hatte er im 2. Leib-Husaren-Regiment „Königin Viktoria von Preußen“ Nr. 2 geleistet und nahm als Rittmeister am Ersten Weltkrieg teil. Nach dem Erstarrung der Fronten ließ Friedrich Sigismund sich zu den Luftstreitkräften versetzen und war zuletzt Führer einer Feldflieger-Abteilung.
Nach dem Krieg entschied er sich für den Reitsport und ließ sich zum Dressur- und Geländereiter ausbilden. 1924 galt er als Champion des deutschen Turniersports. Er sollte Deutschland bei den Sommerspielen 1928 in Amsterdam vertreten. Am Tage einer Olympia-Dressurprüfung in Luzern erlitt er einen tödlichen Reitunfall. Seine Ehefrau Marie-Luise war in den 1920er Jahren eine erfolgreiche Reiterin. Die ehemalige Diringshofensche Villa am Lehnitzsee war für Friedrich Sigismund als Domizil ausersehen. Seine Witwe wählte nach dem Unfall das Haus in Neu Fahrland zu ihrem ständigen Wohnsitz für sich und ihre beiden Kinder.
Mit seinem Bruder Friedrich Karl spielte er bei der Potsdamer Hockey-Vereinigung Land- und Eishockey.

## Tod
Friedrich Sigismund stürzte bei der Morgenarbeit mit dem Trakehner Posidonius bei einem Sprung über einen Wassergraben so unglücklich, dass er, trotz schneller Notoperation in Luzern, am 6. Juli 1927 starb. Er wurde im Prinzenfriedhof, der Familiengrabstätte im Park Klein-Glienicke, beigesetzt.

## Ehe und Nachkommen
Am 27. April 1916 heiratete er im Jagdschloss zu Glienicke Marie Luise Prinzessin zu Schaumburg-Lippe (* 10. Februar 1897 in Oedenburg; † 1. Oktober 1938 in Neu Fahrland), die als passionierte Reiterin viel Verständnis für die Interessen ihres Mannes zeigte. Marie-Luise war die älteste Tochter des Prinzen Friedrich zu Schaumburg-Lippe (1868–1945) und der Prinzessin Louise von Dänemark (1875–1906), einer Tochter des dänischen Königs Friedrich VIII. Beide hatten zusammen zwei Kinder:
- Luise Viktoria Margarethe Antoinette Sieglinde Alexandrine Stephanie Thyra Prinzessin von Preußen (* 23. August 1917; † 23. März 2009)
- Friedrich Karl Prinz von Preußen (1919–2006)